# Denen man vergibt (Film)
Denen man vergibt (Originaltitel: The Forgiven) ist ein US-amerikanisch-britisches Filmdrama von John Michael McDonagh, das auf dem im Jahr 2012 erschienenem gleichnamigen Roman von Lawrence Osborne basiert. Premiere hatte der Film auf dem Toronto International Film Festival 2021. Im deutschsprachigen Raum hatte der Film am 17. August 2023 beim Streamingdienst WOW Premiere.

## Handlung
Denen man vergibt spielt an einem Wochenende im Hohen Atlas von Marokko. Ein exzentrisches reiches Paar hat zu einer Party in sein elegantes Haus eingeladen, wo man komfortabel von einer einheimischen Dienerschaft umsorgt wird, die das ungezügelte Treiben der Partygäste aus der Distanz, aber mit Abscheu und Verachtung beobachtet.
Unter den Gästen befinden sich auch David Henninger, ein älterer Mann und seine schöne, viel jüngere Ehefrau Jo. Das Paar langweilt sich miteinander, der Mann ist immer angetrunken, der Frau gehen sein Benehmen, seine rassistischen und sexistischen Sprüche auf die Nerven. Auf dem Weg der Henningers – David, angetrunken, steuert den Wagen – durch die Wüste zur Party, kommt es nachts zu einem tödlichen Unfall mit einem einheimischen Teenager, der ein freigelegtes Fossil in der Hand hält. Mit der Leiche im Auto erreichen sie schließlich die Party. Die Polizei nimmt ihre Spur auf, doch nach längerem Herumfeilschen sieht die Polizei von Konsequenzen für den Fahrer ab. Als der Vater des Toten auf dem Anwesen auftaucht, um die Leiche seines Sohnes abzuholen, stellt er den Fahrer zur Rede. Er fordert David auf, ihn in sein Dorf zu seiner Familie zu begleiten, als ein Akt der Versöhnung. Während der Abwesenheit von David bleibt Jo zurück und beteiligt sich an Ausschweifungen und Aktivitäten. Sie hat sogar eine ehebrecherische Affäre mit Tom, einem der Gäste.

## Produktion und Vertrieb
Angekündigt wurde der Film im Jahr 2018. Im Februar 2020 begannen die Dreharbeiten in Marokko, ehe sie im März 2020 durch die COVID-19-Pandemie unterbrochen wurden. Im September 2020 wurden die Dreharbeiten wieder aufgenommen und im Monat darauf abgeschlossen. Es ist das zweite Mal nach Ralph Fiennes’ Regiedebüt Coriolanus, dass Fiennes und Jessica Chastain gemeinsam in einem Film spielen.
Die Filmmusik komponierte Lorne Balfe, es ist seine zweite Zusammenarbeit nach War on Everyone mit Regisseur McDonagh.
Focus Features erhielt die Vertriebsrechte für den Film in den USA. Universal Pictures übernahm die Rechte für den globalen Vertrieb.

## Rezeption

### Kritiken
Pete Hammond von Deadline.com schrieb, der Film sei „ein seltenes und durch und durch erwachsenes Drama, das viel zum Nachdenken“ anbiete. John Defore vom Hollywood Reporter lobte das Drehbuch, die Regie und die Schauspieler.
Peter Debruge von Variety sagte, der Film sei „unbestreitbar böse…“. Steve Pond von The Wrap erklärte: „In diesem effizient fiesen Drama […] passieren eine Menge verabscheuungswürdiger Dinge, aber in den Händen von McDonagh, Ralph Fiennes und Jessica Chastain sorgen Sie sich vielleicht tatsächlich mehr um die Menschen in dem Film, als diese um sich selbst sorgen.“

### Auszeichnungen
London Critics’ Circle Film Awards 2023
- Nominierung als Bester britischer Darsteller (Ralph Fiennes, auch für The Menu)[12]